# Liste der Museen im Kreis Soest
- Karte mit allen verlinkten Seiten:
- OSM |
- WikiMap

Die Liste der Museen im Kreis Soest gibt einen Überblick der Museen im Kreis Soest, Nordrhein-Westfalen. Neben den umfangreichen Sammlungen der Stadt- und Gemeindemuseen zur Orts- und Regionalgeschichte und großen Kunstgalerien, gibt es auch zahlreiche kleinere Museen und Ausstellungen von Privatleuten, Naturschutz- und Heimatvereinen und Kirchengemeinden, die besichtigt werden können. Vom individuellen Spezialmuseum über Handarbeiten, historischer Spiel- und Fahrzeuge bis hin zu Sammlungen zur lokalen Zeitgeschichte, Brauchtum, Industriegeschichte, Umweltschutz, Archäologie und Geologie werden sämtliche Bereiche des materiellen und kulturellen Erbes abgedeckt.

## Liste
| Bezeichnung                                                                   | Adresse                                                                               | Art / Themengebiet                                                      | Beschreibung und Anmerkungen | Bild                                                                           |
| ----------------------------------------------------------------------------- | ------------------------------------------------------------------------------------- | ----------------------------------------------------------------------- | --- | ------------------------------------------------------------------------------ |
| Anröchter Steinmuseum                                                         | Anröchte Hauptstraße 76 Standort                                                      | Geologie                                                                | Museum über den grünen Anröchter Stein, die Steinbrüche in der Region und die Sozial- und Wirtschaftsgeschichte. In der Fossiliensammlung des Museums befinden sich zwei Dinosauriereier aus der späten Kreidezeit. Geöffnet ist es jeden 1. Sonntag im Monat 14:00–16:00 Uhr. |                                                                                |
| Hofmuseum Oliver Wessel – Heimatmuseum Altenmellrich                          | Anröchte – Altenmellrich Hof Fischer/Wessel, St. Georgsplatz 10 Standort              | Hofmuseum Heimatmuseum                                                  | |                                                                                |
| Erlebnismuseum Westfälische Salzwelten                                        | Bad Sassendorf An der Rosenau 2 Standort                                              | Geologie Heimatmuseum Veranstaltungsort                                 | Museum rund um das Thema Salz von seiner Herkunft, dem Abbau und seiner Nutzung in Industrie, Haushalt und zu Heilzwecken. Der Rohstoff Salz prägte auch die Geschichte der kleinen Gemeinde am Hellweg. Eine Ausstellung zeigt die Geschichte Bad Sassendorfs vom Sälzerdorf bis zum heutigen Kurort. Zusätzlich gibt es wechselnde Sonderausstellungen, Veranstaltungen und Kunstevents rund um das Thema Salz und Sole und Ortsführungen. In der kleinen Siedehütte auf dem Hof wird regelmäßig Salz aus Bad Sassendorfer Sole gesiedet. Öffnungszeiten: Dienstag – Freitag 10:00 – 17:00 Uhr Samstag + Sonntag 10:00 – 18:00 Uhr |                                                                                |
| Heimatmuseum Niederense                                                       | Ense-Niederense Bernhardusplatz 3 Standort                                            | Heimatmuseum                                                            | Heimatmuseum über das bäuerliche Leben im Dorf und einer Sammlung über das Kloster Himmelpforten. Die Klosterkirche diente den Niederensern als Pfarrkirche. Bei der Möhnekatastrophe am 17. Mai 1945 wurde sie von den Wassermassen vollständig zerstört. Fundstücke aus Kloster und Kirche sind im Heimatmuseum ausgestellt. Geöffnet ist es jeden 1. Sonntag im Monat 15:00 – 18:00 Uhr |                                                                                |
| Heimathaus Bremen                                                             | Ense – Bremen Kirchplatz 7 Standort                                                   | Heimatmuseum                                                            | Kulturzentrum, Archiv und Museum der Gemeinschaft zur Pflege heimischen Brauchtums im Kirchspiel Bremen in einem denkmalgeschützten Fachwerkhaus an der St.-Lambertus-Kirche. Ausgestellt sind unter anderem ein Modell der Bremer Ortsmitte um 1950 und ein Modell des alten Krankenhauses. Besuch nach Vereinbarung und am Tag der offenen Tür. |                                                                                |
| Schrottis Oldtimermuseum                                                      | Ense-Oberense An d. Tigge 5 Standort                                                  | Historische Fahrzeuge Technikmuseum                                     | Oldtimermuseum über historische Zweiräder, Fahrzeuge und anderen alten Kram. Ausgestellt sind unter anderem historische Motorräder von Miele, Herkules, BMW und eine Rennsportmaschine von Yamaha. Neben Fahrzeugen finden sich in der Scheune auch alte Registrierkassen, Jukeboxen, Blechschilder und eine Carrerabahn. Zu jedem Ausstellungsstück weiß Michael Nackes etwas zu erzählen. Besichtigung der Sammlung nur nach telefonischer Anmeldung möglich. |                                                                                |
| Heimathof Erwitte                                                             | Erwitte Brockmeiersweg 4 Standort                                                     | Landwirtschaftsmuseum Handwerk Heimatmuseum                             | Im Heimathof Erwitte sind ca. 300 alte landwirtschaftliche Maschinen und Geräte zu besichtigen, vom pferdegezogenen Holzpflug bis zum Heuwender der 60er Jahre. Zusätzlich findet man Ausstattung und Werkzeuge aus Handwerkerstuben (Stellmacher- bzw. Schuhmacherwerkstatt, Zigarrenmacherei und Buchdruckerei), welche bis in die 1970er Jahre in Erwitte genutzt wurden. Geöffnet ist das Museum jeden Mittwoch Nachmittag von 15.00 bis 17.00 Uhr In den Monaten Mai bis Oktober auch jeden 1. Sonntag im Monat von 14.00 Uhr bis 17.00 Uhr |                                                                                |
| Erwitter Heimatstube                                                          | Erwitte Schloßallee 12 (Böllhoffhaus auf dem Schlossgelände)                          | Heimatmuseum                                                            | Nostalgiemuseum über die Wohnkultur des vergangenen Jahrhunderts, Kleidung der 1930er Jahre und historischer Spielzeugsammlung bis 1960. Besuch nach Vereinbarung |                                                                                |
| Kunstatelier-Galerie KONTRASTE                                                | Erwitte An der Kirche 1 Standort                                                      | Kunst                                                                   | Galerie des Künstlerehepaars Evelyn und José Ocón in einem alten Fachwerkhaus. Ausgestellt werden Werke internationaler und einheimischer Künstler. Termine und Öffnungszeiten im Veranstaltungskalender |                                                                                |
| Schäferkämper Wassermühle                                                     | Erwitte – Bad Westernkotten Holzweg 4a Standort                                       | Mühlenmuseum                                                            | Die Schäferkämper Wassermühle ist eine Getreidemühle am südlichen Ortsrand von Bad Westernkotten. Die in den Jahren 1747/48 errichtete Wassermühle ist mit zwei oberschlächtigen Wasserrädern ausgestattet. Eine Führung durch die Mühle mit Getreidemahlen und eine Besichtigung der Müllerwohnung ist samstags um 14:30 Uhr möglich. |                                                                                |
| Wunderkammer                                                                  | Erwitte – Bad Westernkotten Weringhauser Str. 36, Kurhalle im Kurpark Standort        | Heimatmuseum                                                            | Eine Wunderkammer ist eine sehr frühe Ausstellungsform, die lange vor den Museen entstand und ihre Besucher zum Staunen einlud. Ihre Blütezeit erlebte sie im Barock. Die Wunderkammer in der Kurhalle zeigt Exponate aus der örtlichen Natur, Historie, Technik und Kunst. |                                                                                |
| Städtisches Hellweg-Museum Geseke                                             | Geseke Hellweg 13 Standort                                                            | Stadtmuseum                                                             | Stadt- und Heimatmuseum im Dickmann-Haus, einem alten Ackerbürgerhaus, das 1664 von dem Soester Weinhändler Dickmann erbaut wurde. Seit 1952 wird es als Museum genutzt. Neben einer geologischen und vorgeschichtlichen Sammlung verfügt das Heimatmuseum über eine sehenswerte volkskundliche Sammlung. Geöffnet ist das Museum Samstag und Sonntag von 10:00 – 18:00 Uhr |                                                                                |
| Internationales Museum für textile Volkskunst                                 | Geseke – Eringerfeld Steinhauser Str. 8 Standort                                      | Handarbeitsmuseum Kunst                                                 | Das Museum ist dauerhaft geschlossen! Spezialmuseum im Schulzentrum Eringerfeld. Exponate textiler Volkskunst, Quilts, Patchworkdecken und Ragdolls aus dem 18., 19. und 20. Jahrhundert. Nach dem Tod von Dr. Berna Kirchner im Jahr 2018 wurde die Sammlung aufgelöst und ging als Schenkung an das Textilmuseum Max Berk in Ziegelhausen und die Deutsche Patchwork Gilde. |                                                                                |
| Heimathaus Störmede                                                           | Geseke – Störmede Steinweg 4b Standort                                                | Heimatmuseum Militärmuseum                                              | Heimatmuseum und Kulturhaus des Dorfes Störmede. Neben der Pflege von Brauchtum und der Plattduitsken Sprache, sowie Ausstellungen über das bürgerliche Leben im Dorf, beherbergt es ein Modell und eine Archivsammlung über den ehemaligen Fliegerhorst Störmede. Geöffnet ist es jeden 1. Sonntag im Monat, außer Juli + August, 15:00 – 18:00 Uhr |                                                                                |
| Galerie im Rathaus                                                            | Lippstadt Lange Str. 14 Standort                                                      | Kunst                                                                   | In der Galerie im Rathaus werden wechselnde Ausstellungen zu Themen der Stadt-, Zeit- und Kulturgeschichte sowie der bildenden Kunst gezeigt. Sie befindet sich im Erdgeschoss des Alten Rathaus. Öffnungszeiten: Dienstag – Freitag 10:00 – 12:00 Uhr und 15:00 – 17:00 Uhr Samstag + Sonntag 11:00 – 18:00 Uhr |                                                                                |
| Stadtmuseum Lippstadt                                                         | Lippstadt Rathausstraße 13 Standort                                                   | Stadtmuseum                                                             | Aufgrund von Sturmschäden ist die Dauerausstellung im Museum bis auf weiteres geschlossen. (Stand: Oktober 2024) Stadt- und Kreisheimatmuseum, es widmet sich vor allem der Regionalgeschichte Lippstadts und dem ehemaligen Kreisgebiet. Zu sehen sind unter anderem Exponate aus der Vor- und Frühgeschichte, sakrale Kunst und Kunsthandwerk, Geschichte der Stadt, Wohnkultur und die Geschichte des Schulwesens. Des Weiteren gibt es dort wissenschaftliche Instrumente aus der Sammlung Schupmann und eine pharmaziehistorische Sammlung. Öffnungszeiten: Dienstag – Donnerstag 10:00 – 16:00 Uhr Samstag + Sonntag 11:00 – 18:00 Uhr |                                                                                |
| Bismarckturm Möhnesee                                                         | Möhnesee – Delecke Haarweg / B229 Standort                                            | Heimatmuseum Technikmuseum Geologie                                     | Der Bismarckturm auf der Haar ist nicht nur ein Aussichtsturm. Einst war er eine Telegrafenstation und gehörte zur königlich preußischen Telegrafenlinie Berlin – Coeln – Coblenz. Im Gebäude befindet sich ein Museum über den Bau und die Geschichte des Turms, eine Ausstellung über die Landschaft und die Natur am Möhnesee und eine Fossiliensammlung. Öffnungszeiten 1. Mai – 31. Oktober: Sonntags und an Feiertagen: 10:00 – 12:30 Uhr Während den Schulferien in NRW auch Dienstags ab 10:00 Uhr |                                                                                |
| Landschafts-Informationszentrum (LIZ)                                         | Möhnesee – Günne Brüningser Straße 2 Standort                                         | Landschaftsinformationszentrum Naturkundemuseum Biologische Station     | Das „Landschaftsinformationszentrum Wasser und Wald Möhnesee e. V.“, kurz LIZ, ist eine überregional bedeutende Umweltbildungs- und Naturschutzeinrichtung. In der ehemaligen Günner Mühle ist eine zum „Mitmachen“ anregende Ausstellung über die Region, Geologie und die Natur rund um den Möhnesee und den Arnsberger Wald. Auf jeder Etage gibt es über Landschaft, Wald und Wasser etwas zu Entdecken und zu Erforschen. Im Garten kann man an den verschiedenen Kleinbiotopen Tiere beobachten oder an Erlebnisstationen die Geheimnisse der Natur erkunden. Öffnungszeiten: Dienstag – Freitag 10:00 – 17:00 Uhr Samstag, Sonntag und an Feiertagen 14:00 – 18:00 Uhr November bis Februar Montag und Samstag Ruhetag                                                                                      |                                                                                |
| Handwerkerdorf mit Seilerei (ehemals Alte Seilerei)                           | Rüthen Seilerweg Standort                                                             | Handwerksmuseum Industriekultur Heimatmuseum Geologie Fossiliensammlung | Der Abbau und Verarbeitung von Grünsandstein prägt bis heute die Geschichte und Architektur von Rüthen. Im historischen Handwerkerdorf erfährt man die Geschichte alter ortstypischer und teilweise schon ausgestorbener Handwerksberufe: Steinhauer und Steinmetz, Werkzeug- und Kettenschmied, Stellmacher, Zimmermann und Seiler. Die Werkstätten geben Einblick in die Arbeit, Werkzeuge und hergestellten Produkte. Besuch und Führung nach Anmeldung im Tourismusbüro der Stadt Rüthen, Hochstr. 14. |                                                                                |
| Museum im Hexenturm                                                           | Rüthen Ritterstraße 123 / Seilerweg (Hexenturm) Standort                              | Stadtgeschichte Hexenverfolgung Gedenkstätte                            | Im einzigen erhaltenen Wehrturm der mittelalterlichen Stadtbefestigung befindet sich ein Museum über die Rüthener Hexenprozesse. Gezeigt werden Folterinstrumente und Informationstafeln über die Geschichte der Hexenverfolgung. Im 16. und 17. Jahrhundert wurden im Sauerland 600 Menschen als Hexen und Hexer verurteilt. Von den 102 Rüthener Bürgern, die als Hexen angeklagt wurden, überlebten nur 2 die grausame Folter. Besuch und Führung nach Anmeldung im Tourismusbüro der Stadt Rüthen, Hochstr. 14. |                                                                                |
| Eberhard Henneböhle Museum (ehemals Rüthener Museumsstube)                    | Rüthen Hachtorstraße 14 Standort                                                      | Heimatmuseum                                                            | Kleines Stadtmuseum des Heimatverein Rüthen e. V. in einem Fachwerkanbau einer ehemaligen Brauerei. Benannt ist es nach dem Gründer des Heimatvereins, Eberhard Henneböhle, der die Dokumentation der Stadtgeschichte entscheidend prägte. Die Ausstellung zeigt verschiedene Exponate zu thematischen Schwerpunkten der Geschichte der Stadt und des Rüthener Raumes. Darunter Bilder des Kirchenmalers Walter Klemme, eine historische Elektrogerätesammlung, Werkzeuge der Zimmermannszunft, Fossilien, Mineralien und archäologische Funde. Besuch nach telefonischer Vereinbarung. |                                                                                |
| Burghofmuseum                                                                 | Soest Burghofstraße 22 Standort                                                       | Stadtmuseum                                                             | Museum zur Stadtgeschichte von Soest von der Jungsteinzeit bis zur Neuzeit in einem alten Patrizierhaus. Schwerpunkt der Ausstellung ist die Zeit vom Mittelalter bis zur Frühen Neuzeit und das Leben in der ehemaligen Hansestadt. Zum Museum gehört auch das Romanische Haus, eines der ältesten erhaltenen Wohnhäuser der Stadt und einen Deckungsgraben aus dem 2. Weltkrieg mit einer Ausstellung über die Bombenangriffe auf Soest. Auf Anfrage kann man die Gebäude zu den Öffnungszeiten besichtigen. Öffnungszeiten: Dienstag – Freitag: 10:00 – 12:00 Uhr + 14:00 – 17:00 Uhr Samstag + Sonntag: 11:00 – 17:00 Uhr |                                                                                |
| Dommuseum St.-Patrokli-Dom                                                    | Soest Domplatz Standort                                                               | Sakralmuseum                                                            | Sakralmuseum im Westwerk des Patroklidoms, erreichbar über den linken Treppenaufgang zur Orgelempore. Zu sehen sind liturgische Gewänder und Gegenstände, Bilder und Figuren von Heiligen, alte Bleiglasfenster und historische Kirchenbauteile des 12. bis 17. Jahrhunderts und einen Plan vom Aufbau der Kirchturmspitze. Besuch und Führung auf Anfrage im Pfarrbüro St. Patrokli möglich. |                                                                                |
| Feuerwehrmuseum Soest                                                         | Soest Hiddingser Weg 125 (Halle 22 der ehemaligen Kaanal-van-Wessem-Kaserne) Standort | Feuerwehrmuseum Historische Fahrzeuge                                   | Wegen Umbaumaßnahmen ist das Museum vorübergehend geschlossen. (Stand:Oktober 2024) Sammlung historischer Feuerwehrfahrzeuge, Löschtechnik und Funkgeräten des Feuerwehrmuseum Soest e. V.. Aktuell werden die historischen Zivilschutzfahrzeuge nur auf Veranstaltungen und Oldtimertreffen gezeigt. |                                                                                |
| Grünsandsteinmuseum                                                           | Soest Walburgerstraße 56 Standort                                                     | Geologie Handwerk Architektur                                           | Museum über den Soester Grünsandstein, Steinmetzhandwerk und die Bauhütte in einer historischen Scheune. Öffnungszeiten: Montag – Samstag: 10:00 – 17:00 Uhr Sonntag: 14:00 – 17:00 Uhr Der Lichtschalter befindet sich am Stützpfeiler gegenüber der Eingangstür. |                                                                                |
| Haus Kükelhaus                                                                | Soest Nöttenstraße 29b Standort                                                       | Erfindermuseum                                                          | Das „unbezahlbare Haus“ im Bergenthalpark war Wirkungsstätte des Pädagogen, Künstlers und Philosophen Hugo Kükelhaus. Im Kückelhausmuseum kann man seine ehemaligen Arbeitsräume ansehen. |                                                                                |
| LiebesLeben_Museum                                                            | Soest Lütgen Grandweg 9a Standort                                                     | Naturkundemuseum Humanbiologie Sexualität Medizin Soziales              | Museum und Science-Center zu den Themen Sexualität, Befruchtung, Einnistung, Schwangerschaft und Geburt sowie Liebe, Verhütung, Aufklärung und Geschlechtsidentität in einem ehemaligen Bunker in der Soester Altstadt. Ergänzend finden Vorträge, Veranstaltungen und Sonderausstellungen rund um das Thema Liebe, Leben und Gesundheitsfürsorge statt. Eine Parzelle ist der Geschichte des Luftschutzbunkers gewidmet. Das Gebäude steht etwas versteckt auf einen Hinterhof zwischen Lütgen Grandweg 9 und Thomästraße 26-28. Der Zugang zum Museum erfolgt durch eine schmale Gasse oder über den Anwohnerparkplatz an der Thomästraße. Die AIDS-Hilfe Kreis Soest befindet sich ebenfalls im Haus. Öffnungszeiten: Mittwoch, Samstag und Sonntag 15:00 – 18:00 Uhr oder auf Anfrage und bei Veranstaltungen. |                                                                                |
| [[Museum der Belgischen Streitkräfte in Deutschland]]                         | Soest Grandweg 33 Standort                                                            | Militärmuseum Gedenkstätte                                              | Bis auf weiteres geschlossen. Museum über die Belgischen Streitkräfte in Deutschland. 2018 wurde die Sammlung eingelagert. Teile der Sammlung befinden sich heute im Historischen Museum „Vogelsang Internationaler Platz“ in der Eifel. Geplant ist eventuell eine Wiedereröffnung des „Museums der BSD“ im Block 3 der ehemaligen BEM-Adam-Kaserne oder einem anderen geeigneten Museumsstandort in Soest. |                                                                                |
| Französische Kapelle – Museum für Zeitgeschichte Soest                        | Soest Meiningser Weg 20 (ehemalige BEM-Adam-Kaserne Block 3) Standort                 | Gedenkstätte Geschichtswerkstatt                                        | Gedenkstätte des ehemaligen Gefangenenlagers französischer Offiziere (OFLAG VI A). Die Gedenkstätte Französische Kapelle ist im Jahr 2025 jeweils an einem Sonntag, am 11.5. und am 25.5.2025, am 15.6. und 29.6.2025, am 13.7. und 27.7.2025, am 10.8. und 28.8.2025, am 14.9. und 28.9.2025, am 12.10. und 26.10.2025, am 9.11. und 23.11.2025 und am 14.12. und 28.12.2025 von 11:00 bis 17:00 Uhr geöffnet. Museumspädagogische Programme und Führungen auf Anfrage. (Stand: Mai 2025) |                                                                                |
| Osthofentormuseum                                                             | Soest Osthofenstraße 72 Standort                                                      | Militärmuseum Stadtmuseum                                               | Museum über mittelalterliche Wehrtechnik, das Osthofentor und die Stadtentwicklung vom Mittelalter bis ins späte 20. Jahrhundert. Öffnungszeiten: Mittwoch + Samstag: 14:00 – 16:00 Uhr Sonntag: 11:00 – 17:00 Uhr Von Oktober bis April ist Winterpause. |                                                                                |
| Petrushaus Soest (Gemeindehaus der Evangelischen Petri-Pauli Kirchengemeinde) | Soest Petrikirchhof 8, Gemeindehaus an der St. Petri Kirche Standort                  | Stadtgeschichte Archäologie                                             | Im Gemeindehaus der Evangelische Petri-Pauli-Kirchengemeinde Soest befinden sich Gebäudereste des Hohen Hospitals. Neben der über 1000 Jahre alten Grünsandsteinmauer, die in das Gebäude integriert ist, befindet sich im Keller des Gemeindehauses eine kleine Ausstellung über das mittelalterliche Krankenhaus, die archäologischen Ausgrabungen und die Reste der Grundmauern. Besuch auf Anfrage oder bei öffentlichen Veranstaltungen im Petrushaus. (Restaurierung der historischen Wittekindsmauer Ende 2024 geplant) | Mauerreste des Hohen Hospital im Petrushaus                                    |
| Wilhelm-Morgner-Haus mit Raum Schroth                                         | Soest Thomaestraße 2 Standort                                                         | Kunst                                                                   | Städtische Kunstsammlung moderner und zeitgenössischer Kunst, Werke des expressionistischen Künstlers Wilhelm Morgner, Gemälde, Grafiken, Plastiken und Skulpturen lokaler Künstler späten 19. und des 20. Jahrhunderts, Kunstsammlung Carl-Jürgen Schroth und Sonderausstellungen. Im Museum bietet eine Artothek die Möglichkeit, Bilder zu entleihen. Öffnungszeiten: Dienstag, Mittwoch, Freitag: 13:00 – 17:00 Uhr Donnerstag: 13:00 – 19:00 Uhr Samstag + Sonntag: 11:00 – 17:00 Uhr 1. Sonntag im Monat Eintritt frei |                                                                                |
| Dorfmuseum Meiningsen                                                         | Soest – Meiningsen Schützenstraße / Twiete Standort                                   | Heimatmuseum                                                            | Kleines Museum über das Dorf Meiningsen im Heimathaus im Alten Spritzenhaus. Es ist Ausgangspunkt für den Rundweg „Historisches Meiningsen“ bei dem man allerlei geschichtliches, kulturelles und kurioses über den Ort erfährt. |                                                                                |
| Stadtmuseum im Haus Kupferhammer                                              | Warstein Belecker Landstraße 9 Standort                                               | Stadtmuseum Kunst Veranstaltungsort                                     | Das Museum Haus Kupferhammer gibt Besuchern einen Einblick in die Industrie- und Kulturgeschichte der Stadt Warstein und das großbürgerliche Leben des 19. Jahrhunderts. Das Haus gehörte dem Industriellen Wilhelm Bergenthal. Im Obergeschoss sind die Wohn- und Arbeitsräume noch mit dem originalen Biedermeiermobiliar eingerichtet. Im Erdgeschoss finden wechselnde Ausstellungen und Vorträge zu Kunst, Kultur und Geschichte statt. Bekannt ist Haus Kupferhammer für seine „Kupferhammer-Konzerte“. Öffnungszeiten: Samstag: 14:30 – 17:00 Uhr Sonntag: 10:30 – 12:30 Uhr + 14:30 – 17:00 Uhr |                                                                                |
| Warsteiner Welt                                                               | Warstein Zu Hause im Waldpark (Nähe Warsteiner Brauerei) Standort                     | Unternehmermuseum Brauereimuseum                                        | Besucherzentrum der Warsteiner Brauerei. Die „Warsteiner Markenwelt“ ist das Museum der Warsteiner Brauerei. Es zeigt die Wirtschaftsgeschichte der Brauerei und die Design-Geschichte der Marke Warsteiner. Über 200 Exponate führen durch die über 270-jährige Unternehmensgeschichte und die Produktwelt. Ein Multimedia-Theater mit 360°-Drehbühne zeigt Wissenswertes über die Bierherstellung. Das Museum „Warsteiner Markenwelt“ kann Dienstag bis Samstag von 10:00 – 17:00 Uhr besucht werden. Für eine Besichtigung der Warsteiner Brauerei ist eine Anmeldung erforderlich. | Besucherzentrum der Warsteiner Brauerei mit Museum "Warsteiner Welt"           |
| Heimatmuseum Haus Dassel                                                      | Warstein - Allagen Viktor-Röper-Str. 2 Standort                                       | Heimatmuseum Unternehmermuseum                                          | Heimatmuseum in der 1840 erbauten Fabrikantenvilla Haus Dassel. Zu sehen sind unter anderem Wohn- und Arbeitsräume mit antiker Einrichtung aus dem frühen 20. Jahrhundert, ein Schulraum der alten Volksschule Allagen, Landmaschinen und Werkzeuge, sowie eine originalgetreu eingerichtete Schusterstube und Schmiede. Besuch und Führung auf Anfrage |                                                                                |
| Historischer Stollenbunker Beleke                                             | Warstein – Belecke Wilkestraße 1 (Stütings Mühle) Standort                            | Bunkermuseum Gedenkstätte                                               | Der Stollenbunker im Probsteiberg wurde im Herbst und Winter des Jahres 1943 / 1944 unter Einsatz von Zwangsarbeitern gegraben. Er sollte 400 Personen Schutz bieten (Zwangsarbeiter ausgeschlossen). Als Rüstungsindustriestandort und Eisenbahnknotenpunkt war Beleke ein potentielles Ziel für die Alliierten. Seit 2021 ist der Bunker im Rahmen von Führungen für die Öffentlichkeit zugänglich. Öffentliche Führungen finden von März bis Oktober jeden 2. Samstag im Monat um 15:00 Uhr statt. Treffpunkt ist an der Stütings Mühle. |                                                                                |
| Stadtmuseum „Schatzkammer Propstei“                                           | Warstein – Belecke Am Propsteiberg 1 Standort                                         | Sakrale Kunst                                                           | Im Wirtschaftsgebäude des ehemaligen Benediktinerklosters Grafschaft befindet sich das Stadtmuseum „Schatzkammer Propstei“. Die Propstei Beleke prägte von 1100 bis 1804 die Stadt- und Kirchengeschichte in der Region. Das Museum zeigt unter anderem sakrale Kunst, liturgische Gewänder und Gegenstände, sowie vollständig erhaltene Pontifikalornate der Grafschafter Äbte. Der Abtskelch von 1509 gilt als einzigartiges Kunstwerk seiner Art im Sauerland. Öffnungszeiten: Mittwoch + Sonntag 15:00 – 17:00 Uhr |                                                                                |
| Naturpark-Portal Hirschberg                                                   | Warstein – Hirschberg Böckelmannstraße 3 (Im alten Rathaus Hirschberg) Standort       | Informationszentrum Naturkundemuseum                                    | Das Naturpark-Portal Hirschberg zeigt Wissenswertes über Natur und Touren im Arnsberger Wald. Die kleine Ausstellung gibt Auskunft zu Tieren und ihre Lebensräume und dem Projekt „WaldKulTour“. Diese Themenwanderwege geben Einblick über die historische Waldnutzung und Spuren menschlichen Handelns in den südwestfälischen Wäldern. |                                                                                |
| LWL-Klinik Warstein mit Museum zur Psychiatriegeschichte                      | Warstein – Suttrop Franz-Hegemann-Straße 23 (Gebäude 26) Standort                     | Psychologiemuseum Klinikmuseum                                          | Medizin- und regionalgeschichtliches Museum auf dem Gelände der LWL-Klinik Warstein. Es beleuchtet die Geschichte der Psychiatrie von den Anfängen bis ins 20. Jahrhundert und der Klinik anhand zahlreicher Objekte und Dokumente. Die Klinik wurde vor 120 Jahren als „Provinzial-Heilanstalt“ eröffnet. Öffnungszeiten: Dienstag 15:00 bis 17:00 Uhr Mittwoch 10:00 bis 12:00 Uhr |                                                                                |
| Suttroper Kalkofen – Geopark Suttrop                                          | Warstein – Suttrop Nuttlarer Straße 47 Standort                                       | Handwerk und Industrie Geologie Freilichtmuseum                         | Die Ausstellung am Suttroper Kalkofen befasst sich mit der Kalkindustrie in der Warsteiner Region. Kalk und Kalkstein wird in der Landwirtschaft, zum Hausbau und in der Industrie benötigt und prägte das soziale und wirtschaftliche Leben. Der Kalkofen wurde als Ringofen nach dem Vorbild des historischen Kalkofens Ehling-Weiken errichtet. Einmal im Jahr wird der Kalkofen entzündet und man kann die historische Kalkherstellung miterleben. Der Suttroper Kalkofen befindet sich im Geopark Suttrop. Er befasst sich mit der Geologie und den Gesteinsvorkommen in der Region, wie Kalksandstein und dem „Suttroper Diamanten“. Der Park kann jederzeit besichtigt werden. Die virtuelle Infostation ist zwischen 10:00 Uhr und 17:00 Uhr eingeschaltet. Führungen sind auf Anfrage möglich             | Freilichtmuseum Geopark Suttrop mit Nachbau eines historischen Kalkbrennofens. |
| Alter Bahnwaggon Sichtigvor                                                   | Warstein – Sichtigvor Römerstraße 1 (Möhnetalradweg) Standort                         | Eisenbahnmuseum                                                         | Eisenbahnmuseum in zwei Bahnwaggons über die ehemalige Möhnetalbahn am Alten Bahnhof Sichtigvor. Von 1899 bis 1960 gab es zwischen Brilon, Belecke und Soest Eisenbahnverkehr. Mit der Entwicklung des Omnibusverkehrs wurde der Personenverkehr um 1960 aufgegeben. Zehn Jahre später wurde auch der Güterverkehr eingestellt. 2004 wurde am Bahnhof Sichtigvor der erste Waggon zur Erinnerung an die ehemalige Bahnstrecke platziert und ein Museum eingerichtet. Der zweite Waggon, in dem sich heute eine Modelleisenbahn befindet, folgte im Jahr 2009. Das Bahnhofsgebäude wird heute das als Gaststätte genutzt. Öffnungszeiten: Von Mai bis Oktober, Sonntag Nachmittag (Bei schönen Wetter) Kontakt:Ludwig Marx, Telefonnummer: 0176 96489100                                                            | Museum "Alter Bahnwaggon Sichtigvor"                                           |
| Kettenschmiedemuseum                                                          | Warstein – Sichtigvor Möhnestraße 96 (Mühlenpark Sichtigvor) Standort                 | Handwerk und Industrie                                                  | Zwischen 1840 und 1970 war die Kunst des Kettenschmiedens eine wichtige Erwerbsquelle im Möhnetal. Neben der industriellen Herstellung in Fabriken entstanden ab Mitte des 19. Jahrhunderts auch viele Heimwerkstätten um den Bedarf für Industrie und Landwirtschaft zu decken. Die Heimkettenschmieden fertigten als Lohnarbeiter an 1 – 2 Essen Ketten für die Fabrik. Das Kettenschmiedemuseum gibt in seiner Heimkettenschmiede Einblick in das alte Handwerk. Besichtigungen und Vorführungen nach Vereinbarung |                                                                                |
| Heimathaus Welver                                                             | Welver Klosterhof 10 Standort                                                         | Heimatmuseum                                                            | Im Back- und Brauhaus des ehemaligen Zisterzienserinnenklosters Kirchwelver befindet sich eine einzigartige Sammlung über die Orts- und Heimatgeschichte der Gemeinde Welver. Das Museum hat mit 600 m² Ausstellungsfläche die größte heimatkundliche Sammlung in der Niederbörde. Es beherbergt unter anderem auch ein 24 m² großes Diorama über die „Schlacht von Vellinghausen“ (1771) mit 2500 handbemalten Zinnsoldaten und zahlreichen Details. Geöffnet ist es jeden 1. Sonntag im Monat 14:00 – 18:00 Uhr |                                                                                |
| Forum der Völker                                                              | Werl Melsterstraße 15 Standort                                                        | Kulturmuseum Missionsmuseum                                             | Das Museum ist dauerhaft geschlossen! Die umfangreiche Sammlung des ehemaligen Museums „Forum der Völker“ wurde aufgelöst und wird am 31. März 2025 vom Landschaftsverband Westfalen-Lippe (LWL) übernommen. Die bedeutendsten Ausstellungsstücke werden in die Dauerausstellungen der LWL-Museen integriert: LWL-Museum für Kunst und Kultur in Münster, LWL-Museum für Naturkunde in Münster, LWL-Preußen-Museum in Minden, LWL-Freilichtmuseum Detmold und LWL-Textilwerk Bocholt. |                                                                                |
| Städtisches Museum Am Rykenberg – Wendelin-Leidinger-Haus                     | Werl Am Rykenberg 1 Standort                                                          | Stadtmuseum                                                             | Museum zur Stadtgeschichte Werls. Archäologische Funde zeugen von einer Besiedlung der Region vor mehr als 6000 Jahren. Das Stadtmodell gewährt Einblicke in das Werl des 17. Jahrhunderts. Schwerpunkt der Ausstellung ist die Geschichte der Salzgewinnung bis zum heutigen Kurpark und die Marienwallfahrt in Werl. Es beherbergt die größte Sammlung an Ölgemälden des Werler Malers Heinrich von Rustige (1810 – 1900) und Grafiken von Hans Sponnier. Benannt ist das Museum nach dem Werler Heimatforscher Wendelin Leidinger. Öffnungszeiten: Dienstag – Sonntag 15:30 – 17:30 Uhr |                                                                                |